# Luděk Pojezný
Luděk Pojezný (* 7. března 1937 Praha) je bývalý český veslař a reprezentant Československa. V roce 1960 získal na LOH 1960 bronzovou medaili v závodě osmiveslic a stejného úspěchu dosáhl podruhé na LOH 1964.